# 아프리카 대륙 자유무역 지대
아프리카 대륙 자유무역 지대(African Continental Free Trade Area, AfCFTA)는 아프리카 대부분을 아우르는 자유무역 지대이다. 본 자유무역지대는 43개 당사국과 11개의 다른 서명국이 있는 아프리카대륙자유무역협정에 의해 2018년에 설립되어 세계무역기구(WTO)에 이어 회원국 수로는 최대의 자유무역 지대이며, 세계에서 두 번째로 큰 대륙에 걸쳐 13억 명의 인구가 살고 있는 인구를 포함하고, 지리적 규모가 세계적으로 가장 크다.
아프리카 연합(AU)이 AfCFTA를 창설하는 협정을 중재하여 2018년 3월 21일 르완다 키갈리에서 55개 회원국 중 44개 회원국이 서명하였다. 이 제안은 22개 회원국의 비준 후 30일 후에 발효될 예정이었다. 2019년 4월 29일, 사하라위 공화국은 제22차 비준서를 기탁하여 5월 30일에 협정을 발효시켰으며, 2019년 7월 7일 정상회담 이후 운영 단계에 진입하여 2021년 1월 1일에 공식적으로 시작되었다. AfCFTA의 협상과 이행은 가나 아크라에 본부를 둔 상설 사무국이 감독한다.
이 협정에 따라 AfCFTA 회원국들은 국가의 개발 수준이나 제품의 성격에 따라 5년, 10년 또는 13년에 걸쳐 대부분의 상품과 서비스에 대한 관세를 철폐하기로 약속하고 있다. 일반적인 장기적인 목표는 자유화된 단일 시장을 만드는 것, 투자를 용이하게 하기 위해 자본과 노동에 대한 장벽을 줄이는 것, 지역 기반 시설을 개발하는 것, 그리고 대륙별 관세 동맹을 설립하는 것을 포함한다. AfCFTA의 전반적인 목표는 사회경제적 발전을 증가시키고, 빈곤을 줄이며, 아프리카를 세계 경제에서 더 경쟁력 있게 만드는 것이다.
2022년 1월 13일, AfCFTA는 아프리카에 진출한 기업들 간의 결제가 어떤 지역 통화로도 이루어질 수 있도록 하는 범아프리카 지급결제시스템(PAPSS)의 설립으로 그 목적을 향해 큰 발걸음을 내디뎠다.

## 역사

### 배경
1963년, 아프리카 통합 기구가 아프리카의 독립된 국가들에 의해 설립되었다. OAU는 아프리카 국가들 사이의 협력을 증진하는 것을 목표로 했다. 1980년 라고스 계획이 그 기구에 의해 채택되었다. 그 계획은 아프리카가 대륙 차원에서 아프리카 내 무역을 촉진함으로써 서방에 대한 아프리카 국가들의 의존성을 최소화해야 한다고 제안했다. 이것은 아프리카의 다른 지역들에, 남부 아프리카 개발 조정 회의와 같은, 다수의 지역 협력 조직들의 창설로서 시작되었다. 마침내 이것은 1991년 자유 무역 지역, 관세 연합, 아프리카 중앙 은행, 그리고 아프리카 공동 통화 연합의 개발을 촉진하는 조직인 아프리카 경제 공동체를 만들었던 아부자 조약으로 이어졌다.
2002년 아프리카연합(AU)이 OAU를 계승하였는데, 아프리카연합은 "대륙의 경제적 통합"을 가속화하는 것을 목표의 하나로 삼았다. 두 번째 목표는 "연합의 목표를 점진적으로 달성하기 위해 기존의 지역경제공동체와 미래의 지역경제공동체 간의 정책을 조정하고 조화시키는 것"이었다.

### 협상 과정
에티오피아 아디스아바바에서 열린 2012년 아프리카 연합 정상회담에서 지도자들은 2017년까지 새로운 대륙자유무역 지대을 만들기로 합의했다. 남아공 요하네스버그에서 열린 2015년 AU 정상회담에서 정상들은 협상을 시작하기로 합의했다. 이것은 다음 3년 동안 열린 10번의 협상 세션의 연속을 시작했다.
첫 번째 협상 포럼은 2016년 2월에 개최되어 2018년 3월 르완다키갈리에서 정상회담까지 8차례 회의를 개최하였다. 2017년 2월부터 기술실무단 회의를 4차례 개최하여 기술적 문제를 논의하고 초안에 이행하였다. 2018년 3월 8~9일 아프리카연합 통상장관은 협상안 초안을 승인하였다.

### 2018년 키갈리 정상회담
2018년 3월, AfCFTA에 관한 아프리카 연합 제10차 임시 회기에서, 아프리카 대륙 자유 무역 협정, 키갈리 선언, 그리고 사람의 자유로운 이동에 관한 의정서의 세 가지 개별 협정이 서명되었다. 사람의 자유로운 이동에 관한 의정서는 AfCFTA 국가 내에 무비자 지역을 설정하고, 아프리카 연합 여권의 창설을 지원하고자 한다. 2018년 3월 21일 키갈리에서 열린 정상 회담에서, 44개국이 AfCFTA에 서명했고, 47개국이 키갈리 선언에, 30개국이 사람의 자유로운 이동에 관한 의정서에 서명했다. 키갈리 정상회담의 결과는 성공적이었지만, 두 개의 주목할 만한 보류자들이 있었는데, 바로 아프리카에서 가장 큰 경제적 규모를 갖는 나이지리아와 남아프리카 공화국이었다.
협상의 한 가지 복잡한 요소는 아프리카 대륙 내 국가들이 이미 각각 다른 무역규제를 가진 8개의 독립된 자유무역 지대 및 관세동맹으로 나뉘었다는 것이다. 아프리카 대륙 자유무역협정은 처음에는 아프리카 경제 공동체의 서로 다른 축들 사이의 무역 장벽을 줄이고 궁극적으로 이러한 지역 조직을 아프리카 전체 관세동맹의 궁극적인 목표를 위한 구성 요소로 사용하려고 하였다.

### 추가 프로토콜 초안 작성
2018년에도 투자, 경쟁, 지적재산권 정책 등 2단계로 협상을 지속하였다. 2020년 1월 아프리카연합 의회 협상 타결을 목표로 하고 있다. 2020년 1월 아프리카연합 의회에 대한 초안이 마련될 예정이다.

### 기대
2018년, 유엔 아프리카 경제 위원회는 AfCFTA가 2022년까지 아프리카 내 무역을 52% 증가시킬 것이라고 추정했다. 세계 은행의 2020년 보고서는 AfCFTA가 3천만 명의 아프리카인들을 극심한 가난에서 벗어나게 할 수 있고, 거의 7천만 명의 사람들의 수입을 증가시킬 수 있으며, 2035년까지 4천5백억 달러의 수입을 창출할 수 있다고 예측했다.

## 기관
자유무역지대의 이행을 촉진하기 위해 다음과 같은 기관들이 설립되었다. 2단계 협상의 결과로 프로토콜을 통해 더 많은 위원회가 설립될 수 있다.
AfCFTA 사무국은 협정의 이행을 조정하는 역할을 할 것이며, 아프리카 연합(AU) 체계 내에서 자율적인 기관이 되어야 한다. 독립적인 법적 성격을 가지겠지만, AU 위원회와 긴밀히 협력하고 AU 로부터 예산을 받아야 한다. 본부의 위치, 구조, 역할과 책임에 대해서는 통상 담당 각료 이사회가 결정할 것이다. 아프리카 연합 국가 및 정부 수반 회의는 최고 의사 결정 기구이다. AU 정상 회의 기간에 만날 가능성이 있다. 통상 담당 각료 이사회는 전략적 통상 정책 감독을 제공하고, AfCFTA 협정의 효과적인 이행과 집행을 보장한다.
상품 무역, 서비스 무역, 원산지 규정, 무역구제, 비관세 장벽, 무역에 대한 기술장벽, 위생 및 식물위생 조치에 관한 여러 위원회가 설립되었다. 분쟁 해결 메커니즘과 절차는 여전히 협상 중이지만 아마도 분쟁해결기구의 지정을 포함할 것이다. 고위 무역 관리 위원회는 이사회의 결정을 이행한다. 위원회는 AfCFTA 협정 이행을 위한 프로그램과 행동 계획의 개발을 담당한다.

## 이행
AfCFTA는 단계적으로 시행될 예정이며, 향후 단계 중 일부는 여전히 협상 중에 있다. 1단계는 상품 무역과 서비스 무역을 다룬다. 2단계는 지적재산권, 투자 및 경쟁 정책을 다룬다. 3단계는 전자 상거래를 다룬다.
2018년 키갈리 정상회담에서 무역의정서, 분쟁해결절차, 관세협력, 무역원활화, 원산지규정 등에 관한 합의 분야가 발견되었다. 전체 상품의 90%에 대한 관세를 인하하는 합의도 이루어졌다. 각 국가는 이 합의에서 3%의 상품을 제외하는 것이 허용된다. 이는 상품 및 서비스 자유화를 다루는 1단계 합의의 일부였다. 협상이 남아있는 일부 1단계 쟁점은 관세 양허 일정 및 기타 구체적인 약속을 포함한다.
AfCFTA에 관한 제12차 아프리카 연합 임시 회기는 2019년 7월 7일 니아메이에서 개최된 새로운 협정의 운영 단계에 착수하기 위해 소집되었다. 그 출범에서, AfCFTA를 규율할 다섯 가지 운영 수단들이 활성화되었는데, 이들은 바로 "원산지 규칙, 온라인 협상 포럼, 비관세 장벽의 감시 및 제거, [[디지털 지불 시스템, 그리고 아프리카 무역 관찰기구"이다.
2단계와 3단계 협상은 모든 AU 회원국이 시작하여 순차적인 라운드로 진행될 것으로 예상된다. 2020년 2월, AU 국가 및 정부 수반 회의는 당초 2020년 12월에 타결될 예정이었던 2단계 협상 타결 직후 3단계를 시작하기로 결정하였다. 다만, 아프리카의 COVID-19 팬데믹으로 인해 이 시한이 연기되어 새로운 기일(2021년 12월 31일)을 2단계와 3단계 협상 타결 시한으로 설정하였다. AfCFTA는 공식적이지만, 상징적으로 2021년 1월 1일에 출범하였다.

## 회원국
아프리카 연합 회원국 55개국 중 44개국은 아프리카 대륙 자유무역협정(연결문)에 서명하였고, 47개국은 키갈리 선언에, 30개국은 2018년 키갈리 정상회의 말에 사람들의 자유로운 이동에 관한 의정서에 서명하였다. 베냉, 보츠와나, 에리트레아, 기니비사우, 나이지리아, 잠비아는 초기에 협정에 서명하지 않은 11개국에 포함되었다. 2018년 키갈리 정상회의 이후, AfCFTA에 더 많은 서명이 추가되었다. 2018년 7월 1일 모리타니 수도 누악쇼트에서 열린 제31차 아프리카 연합 정상회의에서 남아프리카 공화국(아프리카에서 2번째로 큰 경제규모국), 시에라리온, 나미비아, 레소토, 부룬디가 협정에 가입하였다. 2019년 2월 기니비사우, 잠비아, 보츠와나도 가입하였다. 케냐와 가나는 2018년 5월 10일에 비준서를 기탁하며 협정을 비준한 첫 번째 국가였다.
서명국 중 22개국이 협정의 발효를 위해 비준서를 기탁해야 했고, 이는 2019년 4월 29일 시에라리온과 사하라 아랍 민주 공화국이 모두 협정을 기탁하면서 발생하였다. 그러한 결과, 협정은 30일 후인 2019년 5월 30일에 발효되었다. 이 시점에서 서명하지 않은 국가는 나이지리아(아프리카 대륙 내 제일 큰 경제규모국), 에리트레아, 베냉 뿐이었다.
나이지리아의 모하마두 부하리 대통령은 특히 AfCFTA가 나이지리아 기업가 정신과 지역 산업을 해칠 것을 우려해 가입을 꺼렸고, 그가 가입하지 않기로 한 결정은 나이지리아 제조업자 협회와 나이지리아 노동 회의를 포함한 일부 지역 단체들로부터 찬사를 받았다. 나이지리아 정부는 민간 부문이 이 협정에 참여할 수 있도록 하기 위해 지역 기업들과 더 상의할 계획이었는데, 그 이유는 이 협정이 덤핑과 같은 반경쟁적인 관행을 적절하게 방지하는지 여부가 핵심 관심사였기 때문이다. 새로운 임기로 재선된 지 불과 몇 달 후인 2019년 7월 부하리는 AfCFTA에 관한 연합 총회의 제12차 임시 회기에서 아프리카 자유 무역을 고수하기로 합의했다.
같은 회의에서 베냉은 또한 이 협정에 서명하기로 약속하여 55개 아프리카 연합 회원국 중 에리트레아가 이 협정에 서명하지 않은 유일한 국가로 남게 되었다. 공식적으로 에리트레아는 계속되는 전쟁 상태로 인해 초기 협정에 포함되지 않았지만, 에티오피아와 에리트레아 사이의 2018년 평화 협정은 분쟁을 종식시키고 자유 무역 협정에 에리트레아의 참여에 대한 장벽을 종식시켰다.
2024년 2월 현재 54개 서명국이 있으며, 이 중 47개국이 비준서를 기탁하였다. 또한 소말리아는 국내 비준을 완료하였으나 2020년 5월까지 기탁 기관에 비준서를 기탁하지 않았다. 에리트레아는 AU 회원국 중 유일하게 2019년까지 협정에 서명하지 않은 국가이다.

### 협정 서명국 및 당사국 목록
- 감비아
- 가나
- 가봉
- 감비아
- 기니비사우
- 나이지리아
- 남아프리카공화
- 니제르
- 베냉
- 리비아
- 레소토
- 르완다
- 말리
- 모잠비
- 모로코
- 모리타니아
- 부르키나파소
- 세네갈
- 세이
- 소말리아
- 수단
- 시에라리온
- 알제리
- 이집트
- 에스와티니
- 우간다
- 적도기니
- 중앙아프리카공화국
- 지부티
- 짐바브웨
- 차드
- 케냐
- 코모로
- 코트디부아르
- 콩고
- 탄자니아
- 토고
- 튀니지

### 기타 아프리카연합 회원국
에리트레아는 에티오피아와 군사적 긴장으로 인해 서명하지 않았지만 2018년 에리트레아-에티오피아 정상회담에 이어 2019년 현재 AU 통상산업국장은 에리트레아가 결국 협정에 서명할 것으로 예상하고 있으나, 에리트레아의 상황에 따라서 변경될 수 있다.

## 인권 평가
22017년 7월 유엔 아프리카 경제 위원회 보고서는 대륙 자유무역 지대의 광범위한 범위가 아프리카 경제의 구조적 변화를 촉진할 것이기 때문에 빈곤과 불평등을 해결하는 데 기여할 수 있다고 주장한다. 이는 아프리카 연합의 의제 2063과 지속 가능한 발전 목표를 달성하기 위한 단계로 보인다. 이 문서는 인권이 협상 내에서 고려되도록 보장하는 것을 목표로 삼았다.
유엔식량농업기구에 의면, 성별, 농업, 무역의 교차점을 인식하는 것은 AfCFTA의 이행이 여성이 직면하는 미묘하고 다양한 도전을 해결하도록 보장하는 것이 중요하다. AfCFTA 협정의 운영은 특히 AfCFTA에 의해 '농업에서' 창출된 새로운 기회를 여성이 포착할 수 있도록 지원함에 있어 미래의 무역 정책, 관행 및 규정이 아프리카 대륙에서 성평등과 여성과 소녀의 권한 부여를 촉진하도록 보장하는 것이 중요하다. 여성을 포함하지 않는 협정의 이행은 여성이 주도하는 소규모, 중소기업과 생계를 위해 비공식 무역(상호 국경 포함)에 의존하는 사람들에게 부정적인 영향을 미쳐 성별 격차를 확대하는 결과를 초래할 수 있다.

## 같이 보기
- 아세안 자유 무역 지대
- 아프리카 연합
- 카리브 공동체
- 중앙유럽 자유 무역 협정
- 유럽 자유 무역 연합
- 동부 및 남부 아프리카 공동시장
- 독립국가연합
- 환태평양 경제 동반자 협정
- 걸프 협력 회의
- 자유 무역 협정
- 단일 아프리카 항공운송 시장
- 원산지 규정
- 관세
- 아프리카의 인구
- 3국간 자유무역지대